# Being Julia
Being Julia is een Canadees-Amerikaans-Hongaars-Britse dramafilm uit 2004 onder regie van István Szabó.

## Verhaal
De Britse actrice Julia Lambert is al jaren getrouwd met haar impresario. Niemand merkt op dat ze zich grote zorgen maakt over haar tanende uiterlijk en haar losbandige echtgenoot. Wanneer ze kennis maakt met Tom Fennell, begint ze een hartstochtelijke affaire met hem.

## Rolverdeling
- Michael Gambon: Jimmie Langton
- Annette Bening: Julia Lambert
- Leigh Lawson: Archie Dexter
- Shaun Evans: Tom Fennel
- Mari Kiss: Secretaresse van mijnheer Gosselyn
- Jeremy Irons: Michael Gosselyn
- Ronald Markham: Butler
- Terry Sach: Chauffeur
- Catherine Charlton: Juffrouw Philips
- Juliet Stevenson: Evie
- Miriam Margolyes: Dolly de Vries
- Max Irons: Toneelknecht
- Andrew Paton Story Busher: Zanger
- George Lang: Antoine
- Michael Culkin: Rupert